# Романкауцы
Рома́нка́уцы — село в Мазановском районе Амурской области, Россия.

## История названия
Первое название селу дали первопоселенцы - «Степное», которое стало относиться к Краснояровской волости. Всеми работами на селе руководил инженер Константиновский. Старые жители ещё называли село «Константиновским участком».
В 1913 году село Степное переименовали в село Романкауцы.
Название селу дали переселенцы из села Романкауцы (рум. Romancăuți) Хотинского уезда Бессарабской губернии (ныне это село Романковцы Черновицкой области Украины).

## География
Село Романкауцы стоит на левом берегу реки Каменушка (левый приток Зеи).
Дорога к селу Романкауцы идёт на юго-восток от села Раздольное, расстояние — 2 км.
Село Романкауцы расположено к юго-востоку от районного центра Мазановского района села Новокиевский Увал, расстояние по автодороге — 22 км (через Раздольное).
На юг идёт дорога к селу Дружное.

## История
С мая 2015 года входит в Новокиевский сельсовет.

## Население
| 2002 | 2010 | 2012 | 2013 | 2014 | 2015 | 2016 |
| ---- | ---- | ---- | ---- | ---- | ---- | ---- |
| 216  | ↘170 | ↘167 | ↘161 | ↘156 | ↗159 | ↘151 |
| 2017 | 2018 |      |      |      |      |      |
| ↘144 | ↘142 |      |      |      |      |      |

## Известные уроженцы
- Дьякун Дмитрий Иванович (род. 1939) — заслуженный лесовод России, инициатор и создатель крупнейших посадок кедра в Приморском крае.